# Visu (Rapper)
Visu (* 31. August 1995 in Beromünster; bürgerlich Vincenz Suter) ist ein Schweizer Rapper und Moderator aus Luzern.

## Leben
Visu wuchs in Beromünster auf und machte seinen Bachelorabschluss in Pädagogik an der PH Luzern. Danach hat er die Diplomausbildung Journalismus am MAZ in Luzern absolviert. 
Von 2014 bis 2020 arbeitete er als Redaktor und Moderator bei Radio 3FACH in Luzern und zeitweise bei Jam-On Radio in Zug. Von 2021 bis 2022 war er Moderator bei Radio Pilatus in Luzern. Seit April 2022 ist er Host bei SRF Virus. Das Radio wurde für eine nationale, junge Zielgruppe neu lanciert.
Visu gewann 2013 das Swiss Video Battle Turnier (VBT) und hat an diversen Acapella- und Freestyle-Battles teilgenommen. Am Ultimate MC Battle in Bern erreichte er das Finale. Mittlerweile ist er Organisator und Moderator des Events. 
2014 veröffentlichte er sein erstes Mixtape «Antiheld», zum freien Download auf Soundcloud. Mit seiner 2016 erschienenen EP «Sex & Rösti» chartete er auf Platz 70 der Schweizer Albumcharts. 2017 trennte er sich von seinem damaligen Label Deepdive Music und veröffentlichte das Mixtape «Antiheld II» als Gratisdownload.
Sein Debütalbum «LIBRA» erschien im Mai 2019. Es erreichte Platz 9 in den Schweizer Albumcharts. Danach erschienen zwei weitere EP`s.   

## Diskografie
Alben
- 2019: LIBRA

Mixtapes und EPs
- 2014: Antiheld
- 2016: Sex & Rösti (Deepdive Publishing)
- 2017: Antiheld II
- 2022: Focus
- 2024: Früehlig EP